# Оксман Еммануїл Григорович
Еммануїл Григорович Оксман (1899–1961) — український радянський археолог, історик літератури.

## Життєпис та науковий доробок
Народився 16 січня 1899 у Вознесенську Херсонської губ. у родині аптекаря.
По закінченню місцевої гімназії у серпні 1917 поступив в Одеське піхотне училище, але у зв'язку з початком громадянської війни його не закінчив. Протягом 1918 подавав прохання про вступ на історико-філологічний факультет — Новоросійський університет та Катеринославського гірничого ін-ту, але через ці ж обставини, що й у першому випадку, продовжити навчання не зміг. Вищу освіту отримав в Одеському інституті народної освіти, закінчивши 1923 археологічний відділ, а 1924 відділ мови та літератури факультету професійної освіти.
1923–1928 викладав російську мову в одній з професійних шкіл міста. 1925 проводив практичні заняття з краєзнавства на курсах підвищення кваліфікації вчителів при  Одеському інституті народної освіти (ОІНО). В 1929 – 1930 роках викладав в Одеському інституті народної освіти. 
З жовтня 1925 аспірант науково-дослідної кафедри Одеського археологічного музею, де проводив підготовку до участі в археологічних експедиціях на о. Березань та до Ольвії, студіював звіти професора Е. Штерна про розкопки на о. Березані по «Запискам Одеського товариства історії і старожитностей» та професора Р. Пренделя за «Працями VI археологічного з'їзду», займався реєстрацією березанських знахідок. Був у науковому відрядженні у Ленінграді, де під керівництвом професора О. Вальдгауера працював у Державному музеї Ермітажі, Державній Академії історії матеріальної культури. Разом із М. Болтенком він провів сортування, опис і підготовку для монтування на картоні речей з останніх розкопок біля с. Усатове (1921—1926), В. Куяльнику (1921—1926) та на о. Березань (1927), які потім були продемонстровані під час доповіді на Всеукраїнському археологічному комітеті у Києві та виставці досягнень археології за 10 років існування радянської влади. Також разом вони провели мандрівку-розвідку на Сухий лиман і зробили контрольні розкопки.
Під час другої Всесоюзної конференції археологів у Севастополі (1927) брав участь в екскурсіях до Гераклейського півострова, Георгіївського монастиря та острова Св. Климента. Наслідком його аспірантської роботи стала промоційна робота на тему «Тірінт та його розкопування», яку він успішно захистив на прилюдному засіданні наукової ради ОІАМ. Від 1929 — науковий співробітник музею та позаштатний викладач ОІНО.
Протягом 1920-х брав участь у діяльності етнографічно-лінгвістичної секції Одеська комісія краєзнавства при Всеукраїнській академії наук, філії Наукового ін-ту ім. Т. Г. Шевченка, Українського наукового бібліографічного товариства, тюркської комісії Одеської філії ВУНАС. Від січня 1927 працював в Одеській Публічній бібліотеці, спочатку старшим бібліотекарем, а згодом консультантом з питань української етнографії та літератури, де провів бібліографування наукової спадщини одного з перших істориків Одеси А. Скальковського.

## Репресії
22.10.1930 «за розголошення секретних свідчень та приховування про свою службу» у частинах білогвардійської армії заарештований, а 18.02.1931 судова трійка при колегії ДПУ УРСР винесла рішення про його ув'язнення на 10 років до ВТТ. Покарання відбував у Дмитлазі НКВС. Після дострокового звільнення 1934 був переведений вільнонайманим на будівництво каналу Москва-Волга, де працював інспектором технічної інспекції при головному інженері. 16.09. 1937 вдруге заарештований та засуджений трійкою НКВС за контрреволюційну діяльність з повторним вироком. На місце відбування покарання — Магаданська область, він прибув тільки 16.07.1940. Після звільнення 1947, через те що не мав права поселятися у місті, повернувся до роботи у геологорозвідувальній партії. Спочатку направили в Абаканський рай. Красноярського краю, а потім до Калузької області. 16.05.1949 заарештовано втретє та за вироком від 29 червня того ж року відправлено у заслання на поселення. Після довгих поневірянь й багатьох апеляцій, у 1955, вироки від 1937 і 1949 були призупинені. Повернувся до Москви, де помер 1961 від інсульту. Похований на Хімкінському кладовищі.

## Праці
- Деяка література по справах охорони пам'яток матеріальної культури // Збірник Одеської крайової комісії охорони пам'яток матеріальної культури та природи. — Одеса, 1927 (у спів.);
- До життєпису А. Л. Метлинського // Записки історико-філологічного відділу ВУАН. — Кн. 15. — К., 1927;
- Новознайдений лист С. В. Руданського // Записки історико-філологічного відділу ВУАН. — Кн. 15. — К., 1927;
- Невиданий лист Я. Головацького // Записки історико-філологічного відділу ВУАН. — Кн. 15. — К., 1927;
- Сокровища Эрмитажа в католических церквах Степной Украины // Вторая конференция археологов СССР в Херсонесе. 10-13 сентября 1927 г. По случаю столетия Херсонесских раскопок. — Севастополь, 1927;
- Antike Skulpturen in Odessa // Jahrbuch des Deutschen Archäologischen Instituts. — 1928;
- К источникам для истории славянской филологии // Slavia. — Прага, 1929;
- В. Б. Антонович і Одеське «Общество истории и древностей» (З нагоди 20-річчя з дня смерті) // Записки історико-філологічного відділу ВУАН. — Кн. 21-22. — К., 1929;
- Новознайдений лист С. В. Руданського // Кримський А. Ю., Левченко М. З. Нові знадоби для життєпису Степана Руданського: Спомини та матеріали. — К., 1929;
- До життєпису Р. Г. Судковського // Вісник ОКК при ВУАН. — Ч. 4-5. — Одеса, 1930;
- Лист Академіка Гільденштедта // Вісник ОКК при ВУАН. — Ч. 4-5. — Одеса, 1930;
- Невиданий лист І. П. Бларамберга про Ольбію // Вісник ОКК при ВУАН. — Ч. 4-5. — Одеса, 1930;
- Література по справах охорони пам'яток матеріальної культури: [Бібліографічний покажчик] // Вісник ОКК при ВУАН. — Ч. 4-5. — Одеса, 1930.

## Родина
- Батько: Григорій Еммануїлович Оксман (1861-1936) — із родини нотаріуса, хімік-фармацевт, аптекар.
- Мати: Марія Яківна Епштейн (1873-1969) — із родини адвоката, вчителька, аптекар, актриса в аматорському драматичному театрі.
- Брат: Юліан Григорович Оксман (1895–1970) — літературознавець, історик літератури та журналістики Росії та Південної України ХІХ ст.
- Брат Микола (1895—1932) — начальник ЧК у Владикавказі, глава Всесоюзного бюро з проектування суднобудівних заводів і верфей. Сестра Тамара (1902—1976).
- Дружина: Сербська (Оксман) Ніна Петрівна (1904—1987), бібліотекар. Дочка Ольга (1928 р н.) — хімік, інженер.

## Посилення
- Электронный каталог: Левченко Валерій Валерійович — Оксман Еммануїл Григорович (1899—1961) [Архівовано 17 лютого 2017 у Wayback Machine.]
- Сахаровский центр (Москва): Оксман Эммануил Григорьевич ::: Воспоминания о ГУЛАГе [Архівовано 11 січня 2019 у Wayback Machine.]